# Wnory-Wiechy
Wnory-Wiechy – wieś sołecka w Polsce położona w województwie podlaskim, w powiecie wysokomazowieckim, w gminie Kulesze Kościelne.
W latach 1975–1998 miejscowość administracyjnie należała do województwa łomżyńskiego.
Wierni kościoła rzymskokatolickiego należą do parafii św. Bartłomieja Apostoła w Kuleszach Kościelnych.

## Historia
Wieś (dawniej Wnory-Więchy) założona w XV lub XVI w. przez potomków Wnora, przybysza ze wsi Kłoski z Ziemi łęczyckiej i założyciela Wnorów Starych. Zamieszkiwana przez drobną szlachtę herbu Rola.
W 1580 r., w aktach ziemskich w Surażu zapisano informacje o Samuelu i Kasprze synach Jana z Wnorów Więchy.
Słownik geograficzny Królestwa Polskiego i innych krajów słowiańskich podaje, że w roku 1827 we Wnorach-Wiechach, należących do parafii Kulesze, w 15 domach żyło 59 mieszkańców.
Wieś tworzyła okolicę szlachecką Wnory.
W 1891 notowano tutaj 32. drobnoszlacheckich gospodarzy, którzy uprawiali 206 ha ziemi. W 1921 w miejscowości 43 domy i 236 mieszkańców.
W roku 1922 zorganizowano jednoklasową szkołę powszechną, w której uczyło się 66 uczniów. W 1923 było w niej 84 uczniów. W 1924 roku szkołę przemianowano na dwuklasową. W tym samym czasie powstała tu druga szkoła. Istniała do roku szkolnego 1933/1934. W latach 1930-1931 uczyło się w obydwu szkołach prawie 100. dzieci. W następnych latach pozostała tylko jedna, a liczba uczniów spadła do 62.
Nauczycielami byli: Irena Maciejkówna (1925), Władysław Bałdyga (1929), Teodozja Średnicka (1930), Zofia Dworakowska (1931), Aleksander Skawski i Piotr Wasilewski.

## Obiektyzabytkowe(według stanu z 1985 r.)
- zagroda:
  - dom drewniany z lat 20. XX wieku
  - chlew drewniany z tego samego okresu
- dwa domy murowane z 1931
- spichlerz drewniany z lat 20. XX w.[9]

W sąsiedztwie miejscowości znajduje się grodzisko nad Rokietnicą.